# Dik Browne
Richard Arthur "Dik" Browne, född 11 augusti 1917 i New York, död 4 juni 1989 i Sarasota, Florida, var en amerikansk serieskapare. Han arbetade bland annat med Familjen Flax (skapade tillsammans med Mort Walker) och Hagbard Handfaste. Han var far till Chance Browne (17 juni 1948 - 1 mars 2024) och Chris Browne, själva båda aktiva som tecknare/serieskapare.

## Serier av Dik
- 1954 - Familjen Flax (Hi and Lois, tecknad av Dik Browne och författad av Mort Walker)
- 1973 - Hagbard Handfaste (Hägar the horrible)